# 于凤至
于凤至（1897年6月7日—1990年3月20日），字翔舟，富商于文斗之女，少帅张学良的原配妻子。在张学良的坎坷人生之中，一直扮演着举足轻重的角色。

## 早年生活
于凤至祖籍山东海阳司马庄，现乳山市乳山寨镇司马庄村。祖辈因灾荒落户郑家屯（现吉林省双辽市）。其父靠经商致富，为避风险，将家眷安置于怀德县大泉眼村（现公主岭市南崴子镇大泉眼村）。
1897年，于凤至在大泉眼村出生，五岁時入私塾，九岁到郑家屯。11岁时由父母订下婚约，对方是小她四岁的张学良。1913年考入并最终以优异成绩毕业于奉天女子师范学校。

## 新婚受宠
1916年4月，于凤至与张学良在郑家屯举行婚礼结为夫妇。婚后来到沈阳，住在“大帅府”。
虽然起初张学良对于父母的包办婚姻表示反对，但后来，于凤至赢得张学良的爱慕和敬重。两人兴趣相投、相敬如宾，感情日益融洽。
公公张作霖也对这个儿媳妇喜爱有加。由于她处事得体、有主见、待人真诚，在复杂的大帅府中也逐渐获得欢迎和威望。

## 感情波折
1929年，赵一荻来到沈阳，于凤至大为不悦，拒不接受。赵一荻跪求于凤至，言自身已毫无退路，发誓终生不要名分，乞求于凤至接纳。后住在于凤至出资修建的“金屋”以秘书身份伴张。后来，经约法三章勉强应允：
|  | 赵四小姐对外没有夫人名份。对外国人称是你的秘书；对中国人称为侍从。 |

不过，于凤至逐渐发现赵一荻对张学良的爱的确出于真诚，并且才智过人、精通英文、善于交际。自己需要打理帅府内外，不能常伴丈夫左右，如今他身边有这样一个体贴聪明的女人倒也不错，遂慢慢对她有了好感。加之赵一荻对她也颇为尊重，两人感情日甚，亲如姐妹。

## 相夫持家
于凤至初到张府，即由于张作霖的爱护和自己的能力树立威望，并逐渐接管帅府内务。另一方面，张学良一直称她为“大姐”，遇有难事常与她讨论，征求她的意见，特别是在苦闷之时常得她的巧妙安慰。
1928年，张作霖被日军炸死，致皇姑屯事件爆发。于凤至率张作霖众妾等秘不发丧，巧与日本特务周旋，張學良扶持靈柩返回奉天，卻假言張作霖只受了点轻伤。聽聞張作霖仍在，各方势力不敢妄动，从而使张学良得以顺利继承父亲在东北军政方面的大权。
1929年1月，张学良为了稳固军权，欲处置守旧派代表杨宇霆、常荫槐。起初打算将其二人禁錮起来，但他与于凤至商量时，于说：
|  | 你能关得住他吗，张作相等人为他求情你是放还是不放？ |

张遂决定處決之。张后来回忆时说：
|  | 真是‘一言兴邦，一言丧邦’。 |

1930年，辽西大水災，于凤至在沈阳组织“水灾协赈会”救灾。之后，赶往南京，与正在参加蒋张首次会晤的丈夫相会，首次会见蒋介石与宋美龄。后下上海，曾拜宋老夫人倪桂珍(宋氏三姐妹之母）为干娘，与宋美龄等结下姐妹情意。

1933年，张学良被迫下野，4月11日于凤至随夫出访意大利，途中曾填词一首安慰沮丧中的丈夫：
越大洋乘风破浪，等闲千堵冰障。人言英雄志无量，空余豪气万丈。将门子，百将战骁勇何惧敌囚旺。一马平荡。叹成命难违，请缨无路，长啸叹沦丧。道甚么，外交可攘顽敌，国人急呼良将。问君此去何惆怅，蓄得青山树千丈。述衷肠，实难忘，永志塞外耻辱帐。慢动悲怆戕。青史无虚谎，黑白分明，笑对世人谤。
在意大利时会见了墨索里尼等，并辗转参访欧美诸国。之后，于凤至留在意大利，安排和照顾正在罗马读书的孩子。
1936年11月，意大利支持日本宣布承认满洲国成立，张家与时任意大利外交部長的加莱亚佐·齐亚诺私交破裂，于凤至携子女来到英国伦敦。

## 回国救夫
1937年，刚到英国的于凤至，得到丈夫西安事变后被蒋介石扣押的消息，带病回国救夫。然而，多方奔走却毫无效果。她要求与丈夫一同承受牢狱之灾，从此经受了三年被特务严密看守的幽禁岁月。

起初，张常有自杀的念头，欲以此控诉蒋介石对他的囚禁，但于凤至劝之：
|  | 在军事法庭上，你光明正大地说明“西安事变”的兵谏，是为国家存亡的革命行为；是为了改正错误的政策而兵谏，并不承认有罪，这从得到蒋先生的允诺采纳我们的主张可以证明。既然我们认为不仅无罪而且行为正确，今天受到非法的囚禁，那就要学文天祥等仁人志士为人才是，我们心有正义，历史会有裁判，怎么能丧失信心？何况你对东北军几十万将士有责任，对西北军官兵有责任，对儿女有责任，你要战死在前线的心愿未遂，蒋帮如此忘恩负义，背信弃义的报应未见；所以，不但不能自杀，反而要千方百计保住自己的生命才对得起人，对得起大帅在天之灵。 |

张遂打消了自杀的念头。
1940年，于凤至在贵州被查出患有乳癌，医院告知国内无法医治。且他们有一个儿子於伦敦轰炸中脑部受损，需亲人照顾。经张学良劝导、蒋介石同意，于3月去美，同时将子女接至美国照顾。
起初，于凤至不愿去美国，她说：
|  | 汉卿，知情的当然会知道我去美国治病是你的主意，可是不知情的人又会怎么看我于凤至呢？现在你也许被人当成了千古罪人，我想若干年后你也许就是千古英雄。到那时，世事剧变，物是人非，也许我们那时都不在人世了。我于凤至会不会被史学家们当成痛骂的对象？ |

张安慰她说，他自己被囚，于只要照顾好在外的三个孩子，就是对张家最大的功劳。并且病好了也永远不要进蒋统区，要帮他完成揭开“西安事变”真相的心愿。岂料，这一去竟是他们夫妻的永别。

## 终老海外
1964年，为断绝张學良远走美国这一退路，蒋介石借张皈依基督教，按一夫一妻制的教义，一名男子不能同时与两名女子保持夫妻关系，逼迫张和于凤至离婚。
|  | 我和汉卿电话中说此事，他说：“我们永远是我们，这事由你决定如何应付，我还是每天唱《四郎探母》。”为了保护汉卿的安全，我给这个独裁者签字，但我也要向世人说明，我不承认强加给我的、非法的所谓离婚、结婚。汉卿的话“我们永远是我们”，够了，我们两人不承认它。宋美龄每年和我都互寄圣诞、新年贺卡。这年，她信封上仍然是写张夫人收。以后每年都如此。赵四不顾当年的誓言，说永远感激我对她的恩德，说一辈子做汉卿的秘书，决不要任何名分等，今天如此，我不怪她。但是，她明知这是堵塞了汉卿可以得到自由的路，这是无可原谅的。 |

说明：这个 div标签对 中间的内容是不会显示的，因为没有写好。
欢迎补充，把写好的内容，放在 div 的外面就会显示出来。
股票房地产
古董
1961年写信
1963年秋，美国洛杉矶
乳腺癌手术
长子、次子
多年来，远隔重洋思念幽禁的丈夫
闾瑛 鹏飞
汉卿是他们笼子里的一只鸟，他们随时会把他掐死的。几十年来，我为汉卿死都不怕，还怕在离婚书上签个字吗？
1964年3月离婚

## 评价
張學良：「我這麼地亂七八槽的，都是我太太（于鳳至）把我放縱的。」:110
她曾出资为其出生地——大泉眼村兴建小学，使得方圆10余里地的贫困子弟有机会接受教育。